# E751

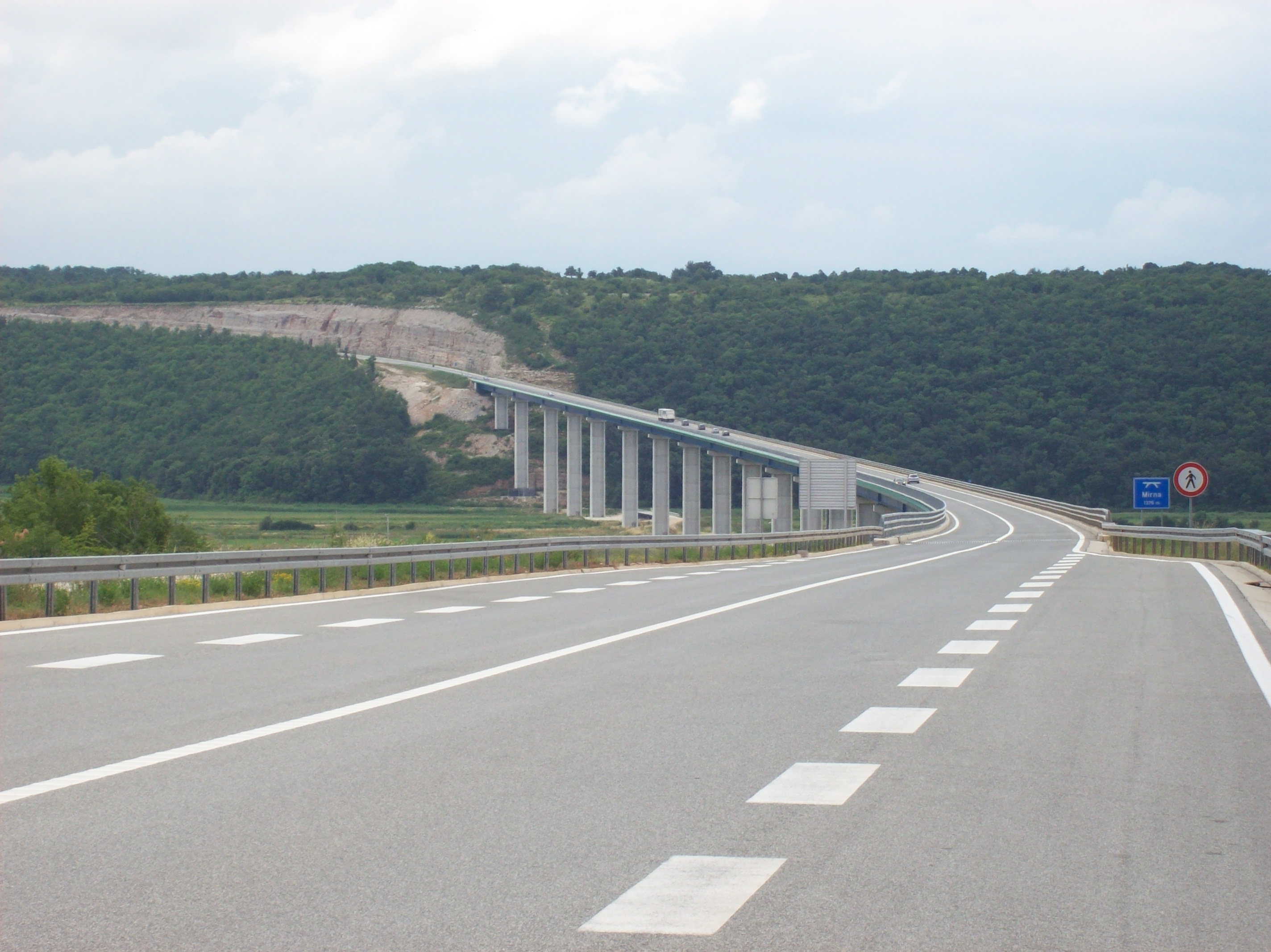
Mirnabron, nära Novigrad, Kroatien

E751 eller Europaväg 751 är en europaväg som går från Koper i Slovenien till Rijeka i Kroatien. Längd 190 km.

## Sträckning
Koper - (gräns Slovenien-Kroatien) - Pula - Rijeka
Koper ligger ungefär 20 km från Trieste i Italien, men E751 går inte dit.

## Standard
Vägen är motortrafikled eller liknande större delen av sträckan. 

## Anslutningar till andra europavägar
- E61
- E65